# Bandeira de Singapura
A bandeira nacional de Singapura é um dos símbolos nacionais da República de Singapura. Sua adoção oficial se deu em 3 de dezembro de 1959. As cinco estrelas representam os ideais do país: progresso, paz, justiça, igualdade e democracia. A lua representa uma nação jovem e crescente, e não o Islamismo , como alguns pensam .

## Histórico
- Bandeira dos Estabelecimentos dos Estreitos entre 1874 e 1946
- Bandeira de Singapura entre 1946 e 1952.
- Bandeira de Singapura entre 1952 e 1959.

## Outras bandeiras

Bandeira presidencial
Bandeira do Estado, de uso militar, para a Guarda Costeira. Proporções 1:2
Bandeira naval. Proporções 1:2.
Pavilhão civil. Proporções 1:2.